# Latin Lover (telenovela)
Latin Lover es una serie de televisión producida por Playboy TV International, Venevisión e Iguana Producciones, estrenada en el año 2001 en dos versiones, una versión erótica transmitida en Playboy TV y otra con ediciones ajustadas a los estándares de la televisión abierta por Venevisión.
Se trata de la primera telenovela erótica producida en Latinoamérica, y su historia se centra en la producción de una telenovela ficticia llamada Latin Lover, y en las vidas de los actores y el personal de producción involucrados en el programa. La telenovela se ambientó en Perú. Contó con un elenco principal de al menos 23 artistas acreditados, entre los que se encuentran Andrea Montenegro, Riccardo Dalmacci, Natalia Villaveces, Silvia Caballero, Cecilia Brozovich, Paula Marijuán, y Milene Vásquez.
En Playboy TV la novela se emitió tres veces al día siendo que el canal funcionaba con una programación base de ocho horas.
Cada episodio presenta una serie de escenas sexuales simuladas, que solían incluir desnudos frontales y traseros. Una nueva serie llamada Latin Lover 2: Bellas y ambiciosas, se estrenó cinco años después del lanzamiento de Latin Lover. Dicha producción era una adaptación de Malicia, que era una producción de Iguana Producciones, coproductora de la novela.
La historia de Latin Lover fue adaptada de una telenovela anterior llamada Obsesión (1996), también producida por Iguana Producciones.

## Sinopsis
La trama gira en torno al personaje Rafael Carballo, director de la telenovela Latin Lover. Rafael es retratado como un hombre atractivo al que las mujeres a menudo encuentran difícil resistirse, e igualmente incapaz de rechazar los avances sexuales de las seductoras mujeres que participan en la novela y en la compañía que la produce. Esto a menudo lo mete en problemas, especialmente con su novia Viviana, hija de Mariana y Samuel Ventura Moreira. Samuel es el poderoso propietario de Canal Internacional, encargado de la producción de la telenovela. Rafael se encuentra en la búsqueda de la actriz que protagonizará la serie. Varias actrices se pelean por el papel, entre ellas Renata y Valeria. Sin embargo, surge una candidata inesperada en Claudia Fuentes, una camarera que se gana la admiración de Rafael.

## Reparto
| Actor               | Papel                  |
| ------------------- | ---------------------- |
| Riccardo Dalmacci   | Samuel Ventura Moreira |
| Andrea Montenegro   | Claudia Fuentes        |
| Juan Carlos Salazar | Rafael Carballo        |
| Paola Martínez      | Bárbara Mongrut        |
| Fernando Gaviria    | Gabriel                |
| Natalia Villaveces  | Débora Bacigalupo      |
| Mónica Domínguez    | Jacqueline Robinson    |
| Milene Vásquez      | Annie                  |
| Eleana Carrión      | Liz                    |
| Cecilia Brozovich   | Renata                 |
| Rebeca Escribens    | Silvana                |
| Janet Murazzi       |                        |
| Danitza García      | Marta                  |
| Enrique Villa       | Aldo                   |
| Jean Pierre Vismara | Omar                   |
| Martin Flor         | Tony                   |
| Omar Ávila          | Fabián                 |
| Jorge Guzmán        |                        |
| Paula Marijuán      | Cecilia                |
| Liliana Mass        | Viviana                |
| Silvia Caballero    | Valeria Ravilla        |
| Malú Costa          | Lalita                 |
| Fabiana Jenichen    |                        |
| Liliana Jenichen    | Lucinda                |

## Producción, emisión y críticas
El proyecto derivó de un acuerdo comercial firmado en julio de 2000 entre Playboy y Venevisión International para la distribución de contenidos de la marca Playboy en canales de televisión abierta iberoamericana, con cortes para adaptárselos a los estándares de TV abierta, alavancando el potencial de los horarios nocturnos de estas televisoras. Este primer intento trajo dramas de intriga, elegidos por el criterio de Luis Villanueva, las cuales eran ambientadas en lugares exóticos. En enero de 2001, las dos partes anunciaron la producción de Latin Lover, la cual seguiría con la política entre iguales de lanzar las dos versiones (versión erótica para Playboy y versión para TV abierta) que fue acordado el año anterior. Para impulsionar el proyecto, representantes de la marca (conejitas Playboy y ejecutivos del canal) estuvieron en el NATPE de 2001 en el stand de Venevisión International, cuyo principal ámbito era la expansión del concepto de prime time que traería benefícios a anunciantes y canales. En marzo, se confirmó que la novela estaría dirigida por Luis Llosa, siendo que la producción estaría lista en su totalidad en septiembre.
La novela se rodó en Lima por una cuestión de costos de alquiler de locaciones. La producción contó con técnicos ingleses y americanos además de servicios técnicos de Iguana Producciones. Hubo también una fuerte presencia de actores peruanos. Además, hubo un escándalo de cara a la no renovación de Playboy TV en los cables peruanos, que iba a vencerse el octubre de 2001.
La novela gozó de bajos índices audiométricos en su pase por Red Global en 2002, por lo que Playboy anunció que iba a dejar a producir otras novelas en el Perú como consecuencia. La versión de TV abierta generó crítica adversa desde la prensa, señalando que el guion no tenía continuidad y sólo se limitaba a escenas de sexo. Antes de este escándalo, se especulaba que Playboy no iba a hacer más producciones en el Perú, optando por Chile o Argentina para tal.
También, durante el rodaje de la novela, una de las actrices, Silvia Caballero, denunció el uso ilegal de algunas imágenes de la novela en otros programas, siendo una violación al contracto firmado con Playboy que dictaminó que tales escenas eran exclusivas del canal prémium. Otras actrices también criticaron el uso indevido de las escenas.
La cadena portuguesa SIC emitió la versión de TV abierta de la novela subtitulada al portugués, lo tradujo como Amante Latino y se emitió los viernes en horario de madrugada, estrenándose el 1 de febrero de 2002. Al terminar en abril de ese año, fue reemplazado por una temporada de estreno de NYPD Blue.